# Oratorio di San Rocco (Tornolo, capoluogo)
L'oratorio di San Rocco è un luogo di culto cattolico dalle forme rinascimentali situato in via Mantegari a Tornolo, in provincia di Parma e diocesi di Piacenza-Bobbio; è sussidiario della parrocchiale di San Bernardino da Siena di Tornolo e fa parte del vicariato della Val Taro e Val Ceno.

## Storia
L'oratorio fu edificato in epoca ignota per volere di una confraternita fondata nel 1526; a tale periodo dovrebbe forse risalire anche la costruzione del luogo di culto, dedicato a san Rocco in segno di ringraziamento per la fine di una pestilenza; la prima testimonianza della sua esistenza risale però solo al 1628.
Nel 2005 l'interno della struttura fu interamente restaurato.

## Descrizione

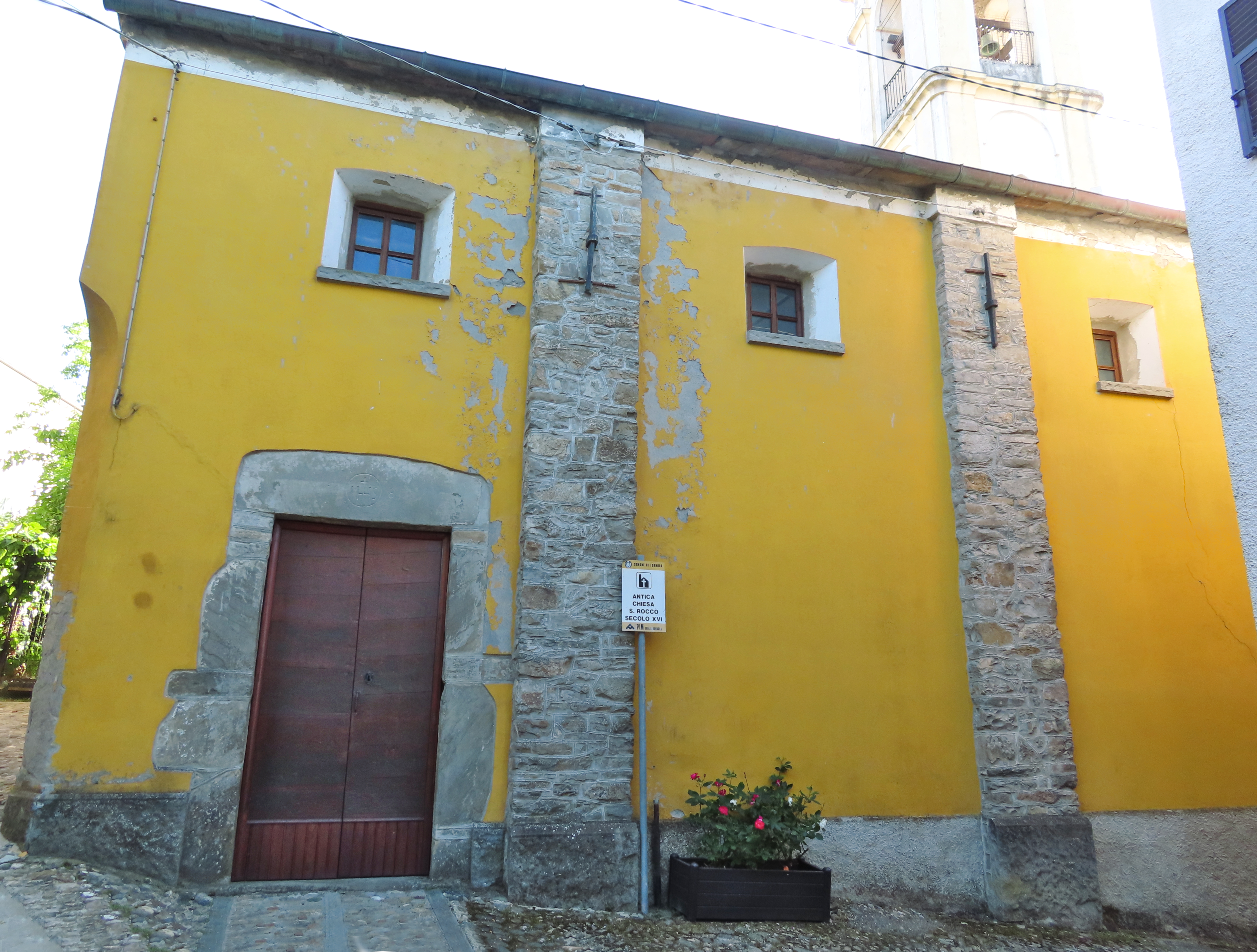
Lato nord-est

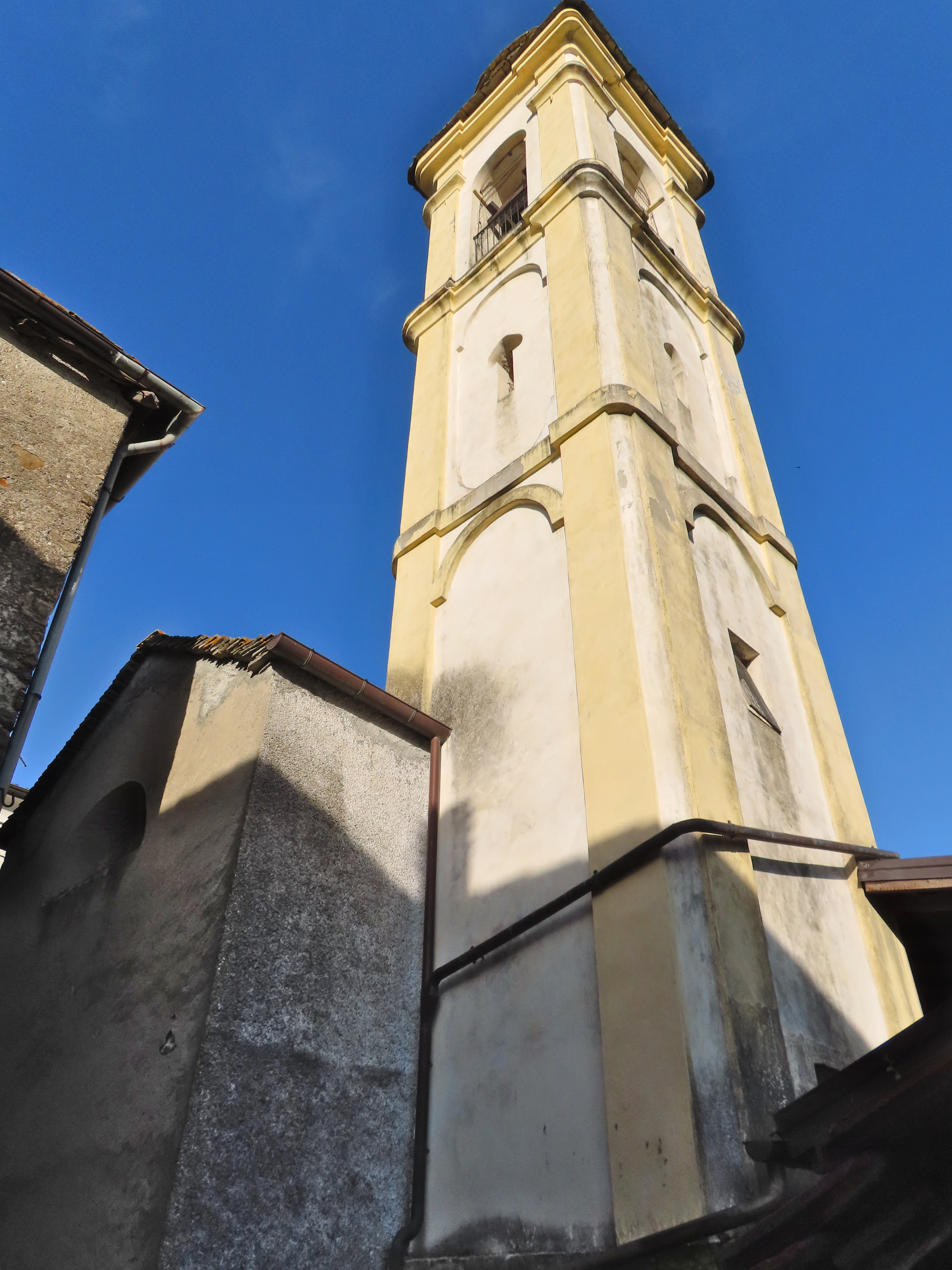
Campanile

Il piccolo oratorio si sviluppa su una pianta a navata unica, con facciata priva di accessi a sud-est, ingresso sul lato nord-est e presbiterio absidato a nord-ovest.
La semplice e simmetrica facciata a capanna, interamente intonacata, è caratterizzata dalla presenza di un doppio ordine di aperture; inferiormente è collocata nel mezzo una nicchia rettangolare, mentre superiormente si trovano al centro una nicchia ad arco a tutto sesto contenente la statua di San Rocco e ai lati due finestre rettangolari strombate; a coronamento si staglia un frontone triangolare.
Il fianco destro è scandito in tre parti da paraste in conci di pietra; al centro della prima campata si apre il portale d'ingresso con cornice; in sommità si trovano nel mezzo delle tre porzioni altrettante finestre rettangolari strombate.

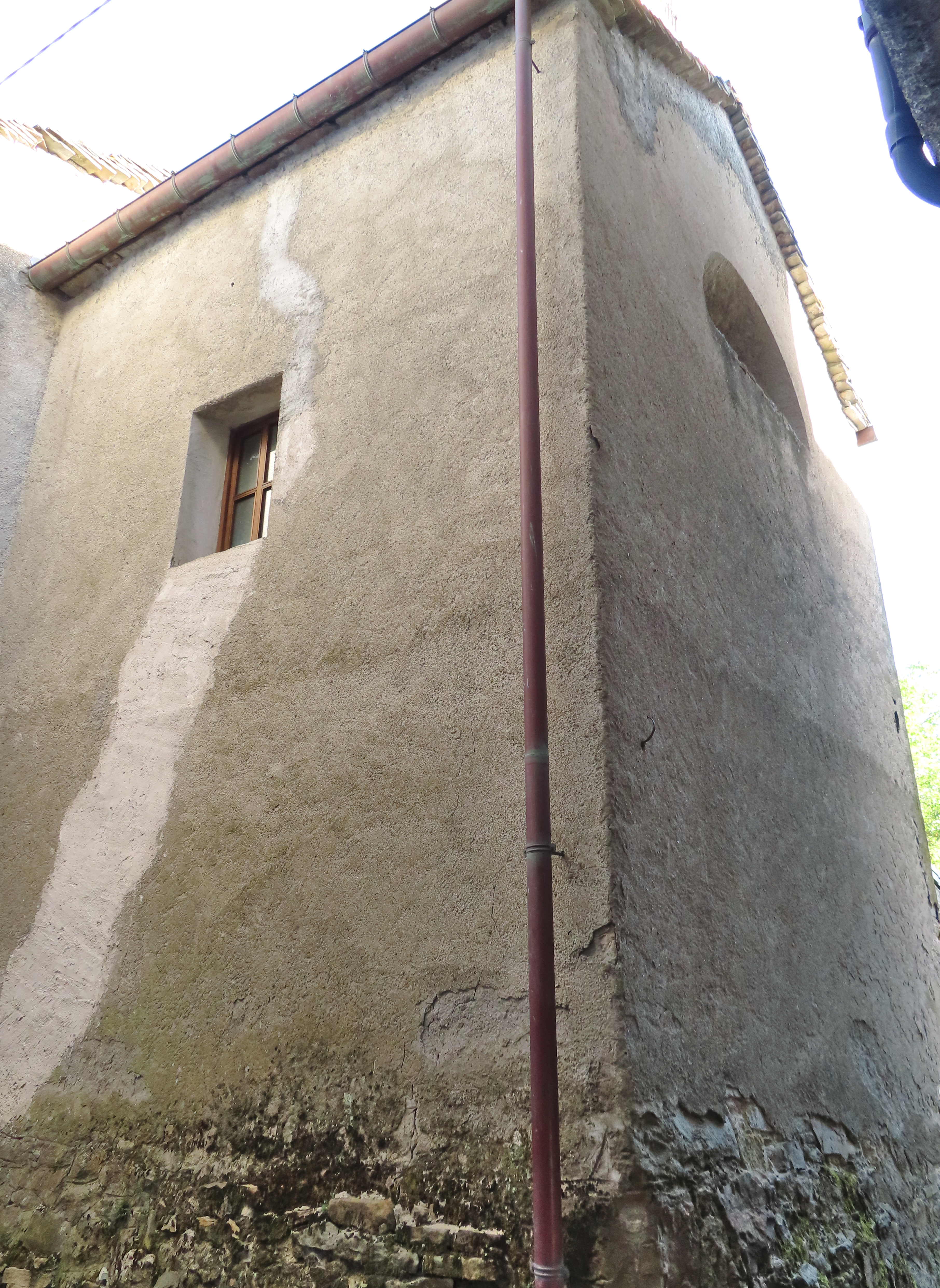
Retro

Al termine del lato sinistro, anch'esso suddiviso in tre parti da paraste in pietra e illuminato da finestre in sommità, si eleva su due ordini, scanditi da un cornicione in rilievo, l'elegante campanile intonacato; gli spigoli sono decorati con lesene, mentre al centro di ogni fronte sono collocate inferiormente quattro nicchie ad arco a tutto sesto e superiormente altrettante monofore di ugual forma aperte sulla cella campanaria; a coronamento si eleva una lanterna a pianta circolare, illuminata da quattro sottili finestre scandite da lesene binate e sormontata da un cupolino in rame.
Sul retro si allunga l'abside, caratterizzata dal finestrone centrale a lunetta.
All'interno la navata, coperta da una volta a botte lunettata dipinta e scandita in tre campate, è affiancata da una serie di lesene coronate da capitelli dorici, a sostegno del cornicione perimetrale in aggetto.
Il presbiterio, chiuso da una balaustra, è preceduto dall'arco trionfale a tutto sesto; sul fondo, dietro all'altare maggiore con ancona barocca, si apre al centro dell'abside una finestra a lunetta in sommità.